# Raamloop
Le Raamloop, parfois Raamsloop, est une petite rivière néerlandaise du Brabant-Septentrional. Sa longueur est d'environ 12 kilomètres. Elle traverse les communes de Bladel et de Reusel-De Mierden.

## Géographie
Le Raamloop prend sa source au sud de la zone industrielle de Bladel, au sud-ouest du village. Elle forme la frontière entre Bladel et Reusel, contourne Hulsel par le sud-ouest, passe à l'est de Lage Mierde, avant de se jeter dans la Reusel dans la forêt domaniale de De Utrecht. À part la partie dans la forêt domaniale, le Raamloop a été complètement canalisé. Ces dernières années, plusieurs projets lui ont rendu quelques méandres, notamment au sud-ouest de Hulsel, entre la Kruisdijk et le Vooreind.

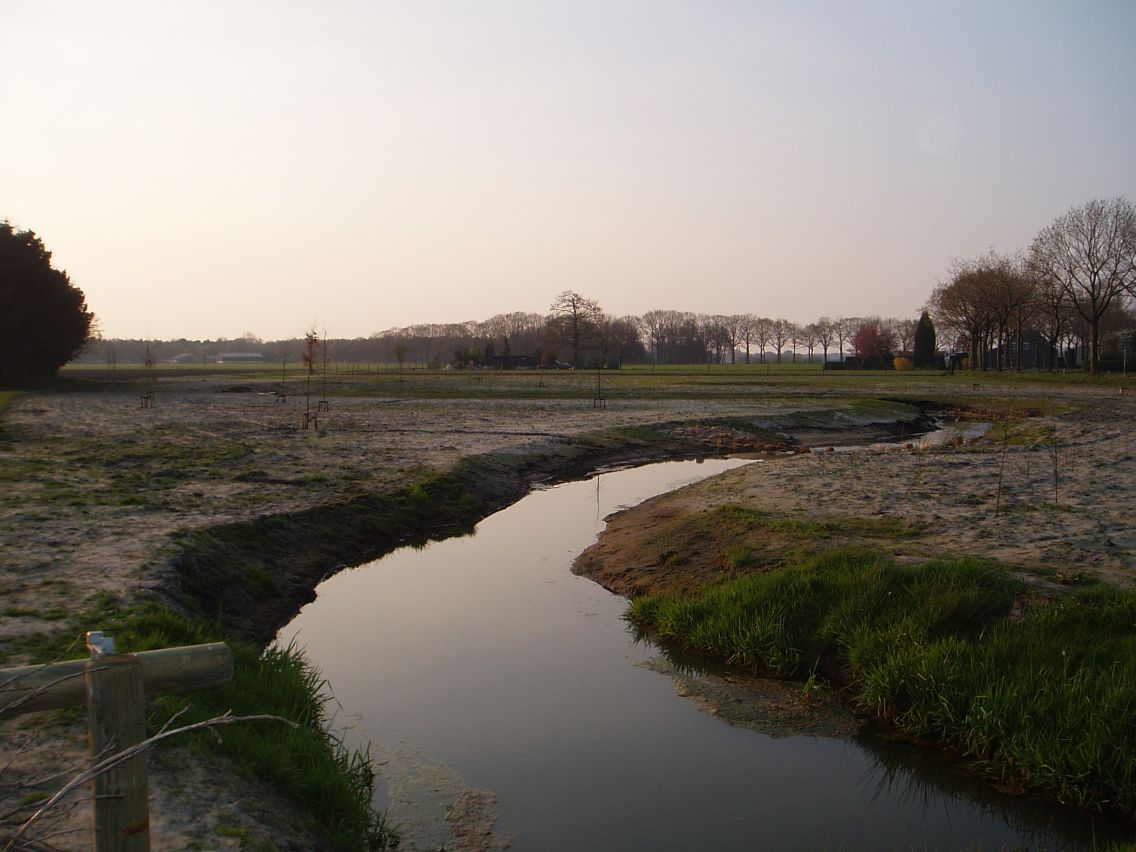
Méandres restitués du Raamloop, ici au passage de la Kruisdijk à Hulsel